# Enrique G. Gallegos
Enrique G. Gallegos es un filósofo, ensayista y poeta mexicano nacido en la ciudad de Tijuana en 1969.

## Vida y obra
Vivió en Guadalajara desde los años noventa y actualmente en la Ciudad de México. Es profesor-investigador en la Universidad Autónoma Metropolitana, Campus Cuajimalpa.
Su libro Poesía mayor en Guadalajara (anotaciones poéticas y críticas) ha sido considerado como un texto pionero en la crítica literaria de principios del siglo XXI. En él se estudian las corrientes poéticas asentadas en la ciudad de Guadalajara, a partir de la obra de los poetas Patricia Medina (1947), Ricardo Yáñez (1948), Raúl Aceves (1951), Ricardo Castillo (1954), Raúl Bañuelos (1954) y Jorge Esquinca (1957).
Estudió filosofía, política, arte y derecho en la Universidad de Guadalajara y la Universidad Autónoma Metropolitana.

## Publicaciones

### Poesía
- 1995 - Cantera o el mito del hombre.
- 1998- Canaán.
- 2013- Territorialidades (Ed. Libros Invisibles).
- 2022- Obra mínima. Poesía y aforismos. Antología personal 1993-2019 (Ed. Libros Invisibles).

### Ensayo,aforismosy crítica literaria
- 1997- Entre dos movimientos.
- 2004- Malestar
- 2007- Poesía mayor en Guadalajara (anotaciones poéticas y críticas) (enlace roto disponible en Internet Archive; véase el historial, la primera versión y la última)..
- 2010 Poesía razón e historia
- 2013- Territorialidades (Ed. Libros Invisibles).
- 2022- Obra mínima. Poesía y aforismos. Antología personal 1993-2019 (Ed. Libros Invisibles).

- Datos: Q5833305